# Bainbridge Reservoir (New York)
Der Bainbridge Reservoir ist ein Stausee im Chenango County im US-Bundesstaat New York, in den Vereinigten Staaten. Er befindet sich südwestlich des South Hill State Forest beziehungsweise südöstlich des Willey Brook State Forest, und wird vom Willey Brook  gespeist. Der See wurde früher zur Wasserversorgung genutzt; die Versorgung ist heute jedoch in dieser Hinsicht eingestellt.
Die nächstgelegenen Ortschaften sind Bainbridge, New Berlin, Coventryville, Bennettsville und Guilford.